# Michele Massimo Tarantini
Michele Massimo Tarantini (Roma, 7 agosto 1942) è un regista, sceneggiatore e montatore italiano.

## Biografia
Nei primi anni sessanta ha svolto per il cinema diversi mestieri (quali segretario, aiuto, scenografo) per poi esordire, nel 1973, come regista del film poliziesco Sette ore di violenza per una soluzione imprevista. Per alcune regie ha utilizzato lo pseudonimo Michael E. Lemick. 
Poco dopo si dedica alla regia di film comico-erotici, molti dei quali interpretati da Lino Banfi e Alvaro Vitali.
Da ricordare la sua piccola incursione nel genere poliziesco, molto in voga in Italia negli anni settanta, con Poliziotti violenti, che vede protagonisti Henry Silva e Antonio Sabàto, e Napoli si ribella con Luc Merenda e Enzo Cannavale.
Dopo aver diretto, nel 1982, il film Sangraal la spada di fuoco si recò in Sudamerica, in particolare in Brasile, dirigendo tra l'altro il film Attrazione selvaggia nel 1991.
Nel 2001 è tornato in Italia, dove ha diretto quello che per ora è il suo ultimo film: Se lo fai sono guai.

## Filmografia

### Regista
- Sette ore di violenza per una soluzione imprevista (1973)
- La professoressa di scienze naturali (1976)
- La poliziotta fa carriera (1976)
- Poliziotti violenti (1976)
- La liceale (1976)
- Napoli si ribella (1977)
- Taxi Girl (1977)
- L'insegnante viene a casa (1978)
- Stringimi forte papà (1978)
- Brillantina rock (1979)
- Tre sotto il lenzuolo (1979)
- La poliziotta della squadra del buon costume (1979)
- La dottoressa ci sta col colonnello (1980)
- Gay Salomé (1980)
- L'insegnante al mare con tutta la classe (1980)
- Una moglie, due amici, quattro amanti (1980)
- La moglie in bianco... l'amante al pepe (1981)
- Crema, cioccolata e... paprika (1981)
- La dottoressa preferisce i marinai (1981)
- La poliziotta a New York (1981)
- Giovani, belle... probabilmente ricche (1982)
- Sangraal, la spada di fuoco (1982)
- Quella peste di Pierina (1982)
- Femmine in fuga (1984)
- Nudo e selvaggio (1985)
- Italiani a Rio (1987)
- Lo sciupafemmine (1988)
- La via della droga (1989)
- Attrazione selvaggia (1991)
- Se lo fai sono guai (2001)
- Il cacciatore di uomini – film TV (2009)

### Montatore
- America così nuda, così violenta, regia di Sergio Martino (1970)
- Arizona si scatenò... e li fece fuori tutti, regia di Sergio Martino (1970)
- Le tue mani sul mio corpo, regia di Brunello Rondi (1970)
- Sei già cadavere amigo... ti cerca Garringo, regia di Juan Bosch (1971)

### Sceneggiatore
- Prima ti suono e poi ti sparo, regia di Franz Antel (1974)
- La moglie in vacanza... l'amante in città, regia di Sergio Martino (1980)
- The Torturer, regia di Lamberto Bava (2005)